# 鈴木壽
鈴木 壽（すずき ひとし、1907年（明治40年）1月14日 – 1970年（昭和45年）8月30日）は、昭和期の教育者、労働運動家、政治家。参議院議員（3期）。

## 経歴
秋田県南秋田郡北浦町（現男鹿市北浦）で生まれる。1926年（大正15年）秋田県師範学校を卒業し、さらに同校専攻科を1933年（昭和8年）に卒業した。1926年に小学校教員となり、1946年（昭和21年）高清水小学校長、1947年（昭和22年）高清水中学校長に就任。1946年、秋田県教職員組合が結成され初代委員長に就任し4期在任した。
1947年、秋田県議会議員に当選して連続3期在任した。1956年（昭和31年）7月の第4回参議院議員通常選挙に秋田県地方区から日本社会党公認で出馬して初当選。1962年（昭和37年）7月の第6回通常選挙でも当選し、参議院議員に連続2期在任した。この間、東北開発審議会委員、選挙制度審議会委員、参議院決算委員長、同石炭対策特別委員長、社会党秋田県連委員長などを務めた。1968年（昭和43年）7月の第8回通常選挙には立候補せず政界を引退した。
1970年（昭和45年）8月30日死去、63歳。死没日をもって勲二等瑞宝章追贈、従四位に叙される。

## 脚註